# Alzina del Mas de Borbó
L'Alzina del Mas de Borbó és un arbre monumental que es troba al terme municipal de l'Aleixar, al Baix Camp, vora el Camí de Reus a Prades, poc abans d'arribar al Coll de la Batalla, a uns set quarts d'hora de Reus i a la vora del Mas de Borbó.
L'arbre, una alzina (Quercus ilex subsp. ilex), té una alçària d'11 metres, un gruix de la soca d'uns 750 centímetres de circumferència a un parell de pams de terra i un perímetre de brancatge d'un diàmetre de 24 metres. És inclòs a la Llista d'arbres monumentals de Catalunya.
L'any 2008, un fortíssim vendaval va afectar especialment el Baix Camp, l'Alt Camp i la Conca de Barberà. Els remolins i regolfades van provocar nombrosos desperfectes als boscos de la zona i concretament a l'alzina que es va veure afectada en algunes de les seves branques.
Les excepcionals dimensions d'aquest exemplar han provocat l'admiració general ja des de temps antics. És molt popular al poble de l'Aleixar perquè era un dels llocs preferits per anar a fer-hi la típica berenada de Dijous Gras. La gent de Reus hi tenia tirada a anar-hi a fer dinades. La referència escrita més antiga podria ser la d'un cadastre de 1733 on apareix esmentada com a "Alzina Grossa". Actualment l'alzina està protegida per una tanca.